# 6pucks
6pucks（シックスパックス）は、日本のアニメーション・映像制作会社。所在地は東京都渋谷区。

## 概要
アニメや映画を主に制作するクリエイター集団。「6pucks」の由来は英語で6匹の妖精となり、6packsは誤表記である。撮影・録音・音楽・脚本・監督・プロデューサーを担う者達で構成されている。
以上の文章が会社ホームページに書かれている。

## Member
Producer
- 長谷真行
- 小林光

Director
- 小原正至
- たかはしそうた
- 袴田くるみ
- 柳澤公平

## 主な制作・配給作品
アニメーション
- Concret☆Savanna（2010年）監督：小原正至
- 雨と傘と男と女（2013年）監督：小原正至
- 檻の中のギング（2014年）監督：小原正至
- THE ANCESTOR（2016年）監督：小原正至　声：森山周一郎、粟島瑞丸
- AYESHA（2018年）監督：小原正至　声：島本須美
- アイアンプレッジ（洋題：IRON PLEDGE、2021年公開）監督：袴田くるみ 声：森山周一郎

短編映画
- いつか出会う星　監督：山田虎之助
- 自転　監督：小原正至
- TERACI　監督：小原正至
- ブス　監督：小原正至
- 変態研究所　監督：小原正至
- 同葬会（2007年）
- 記憶の支配人（2008年）監督：宮城桂　脚本：葉月かなえ
- 懺悔録（2011年）監督：小原正至　主演：二代目三波伸介
- 王様（2012年）監督：新井延幸
- ホワイトデー（2012年）監督：佐藤薫
- しりとり（2012年）監督：海原聖
- MOON PRISM（2012年）監督：小原正至
- THE TRUTH（2012年）監督：小原正至
- Trash（2012年）監督：小原正至
- 木曜日午後8時（2012年）監督：小原正至  主演：尾上松也
- Video letter（2013年）監督：海原聖
- 過剰数（2013年）監督：海原聖
- UTORA（2013年）監督：小原正至
- なみならぬ想い（洋題：THE TSUNAMI、2013年）監督：小原正至  出演：クロちゃん（安田大サーカス）
- あなたが響く（2015年）監督：たかはしそうた
- Girls Night Out（2017年）監督：泉原航一
- LANTANA（2022年）監督：小原正至

映画
- ソラトブマチ（2011年）監督：小原正至
- 下街ろまん（2018年）監督：孫大輔

CM
- ドラゴンボール天下一武道祭2017

MV
- 西浦秀樹「1 DAY」（UNIVERSAL MUSIC／2014年）
- 西浦秀樹「背中」（UNIVERSAL MUSIC／2014年）

番組
- ただ女子がご飯を食べるだけの番組（dTV MEN'S NECO、2018年）

### 展覧会
- 小原正至展（2019年4月13日～4月14日、吉祥寺ココマルシアター）